# Shanghai Oriental Sports Center
Lo Shanghai Oriental Sports Centre (上海东方体育中心S), conosciuto anche come Shanghai Aquatic Sports Center è un impianto sportivo costruito a Shanghai tra il 30 dicembre 2008 e il 28 dicembre 2010 in occasione dei campionati mondiali di nuoto 2011, il centro dispone di un'arena indoor capace di ospitare 14 000 spettatori che possono diventare anche 18 000 mediante l'uso di tribune mobili, di una piscina coperta e di una scoperta, dotate di  posti l'una e che in occasione dei campionati ne ospiteranno 5 000. Insieme alla struttura sportiva è stato edificato un'ulteriore struttura di 15 piani contenente uffici, palestre, una sala conferenze, un centro medico ed un'area VIP.
L'impianto, progettato dalla Gerkan, Marg and Partners di Amburgo, è costato circa due miliardi di yuan e copre uno spazio pari a 34,75 ettari per un totale di 162 800 metri quadrati. È situato nel distretto del Pudong in prossimità del fiume Hangpu e dei padiglioni espositivi dell'Expo 2010.
Nel 2016 ha ospitato le finali della China Arena Football League.